# برونو تيليس
برونو تيليس (بالبرتغالية: Bruno Martins Teles‏) (1 مايو 1986 في البرازيل - ) هو لاعب كرة قدم برازيلي في مركز الدفاع. لعب مع جمعية بورتوغيزا الرياضية وغريميو بورتو أليغرينزي وفيتوريا دي غيماريش ونادي جوفنتودي ونادي سبورت ريسيفه ونادي فاسكو دا غاما ونادي كريليا سوفيتوف سامارا.

## روابط خارجية
- برونو تيليس على موقع قاعدة بيانات كرة القدم.إي يو (الإنجليزية)
- برونو تيليس على موقع قاعدة بيانات كرة القدم.إي يو (الإنجليزية)
- برونو تيليس على موقع Soccerway.com (الإنجليزية)
- برونو تيليس على موقع AS.com (الإسبانية)